# Громадянська війна в Афганістані (1928—1929)
Громадянська війна в Афганістані (1928—1929) — збройний конфлікт на території Королівства Афганістан, що став наслідком невдалої спроби Аманулли-хана, еміра Афганістану провести модернізацію своєї країни, коли опоненти його реформ розпочали у листопаді 1928 року масштабний бунт. У січні 1929 року Аманулла відмовився від престолу на користь свого старшого брата, але лідер повстанців Хабібулла на чолі великих сил захопив афганську столицю Кабул і проголосив себе еміром Хабібулла Газі. Навесні 1929 року Аманулла зібрав у Кандагарі армію і розпочав марш на Кабул, щоб повернути престол; втім він зазнав поразки на шляху до Кабулу і втік з країни. Інші спроби здобути престол також були невдалими. У жовтні 1929 року генерал Мухаммад Надір Хан, афганський офіцер та двоюрідний брат Аманулли, організував армію після повернення з Європи і пішов проти Хабібулли, перемігши його і захопивши Кабул та престол, та проголосивши себе Надір Шахом. За допомогою британців він запровадив реформи, навів лад і розмістив вірних послідовників Аманулли.

## Історія

### Передумови
Аманулла-хан правив у Афганістані з 1919 року, здобувши незабаром після вікового протистояння повну незалежність від Британської імперії. Ще до укладення 8 серпня 1919 року мирного договору в Равалпінді в Афганістані вже почали встановлювати власну зовнішню політику, встановивши дипломатичні відносини з Російською Радянською Федеративною Соціалістичною Республікою в 1919 році. Протягом 1920-х років Афганістан встановив дипломатичні відносини з більшістю великих країн світу.
Внутрішні реформи Аманулли-хана були не менш драматичними, ніж його зовнішньополітичні ініціативи, але ці реформи не могли відповідати досягненню ним повної та стабільної незалежності. У соціальному плані Аманулла був прибічником надання жінкам більше прав та запровадження свободи преси. Аманулла власноруч користувався західним одягом і етикетом. Його дружина, королева Сорая Тарзі, стала обличчям реформ Аманулла-хана стосовно жінок.
За умови повного запровадження в життя реформ Аманулли-хана вони могли б кардинально змінити Афганістан. Його соціальні та освітні реформи включали: прийняття сонячного календаря, носіння «західного» одягу в Кабулі та інших містах, відміна обов'язкового носіння жінками закритого одягу й відмова від ізольованості та усамітнення жінок, скасування рабства та примусової праці, запровадження світської освіти (як для хлопців, так і для дівчат); навчальні класи для дорослих та виховання кочівників. Його економічні реформи включали реструктуризацію, реорганізацію та раціоналізацію всієї податкової системи, боротьбу з контрабандою та антикорупційні кампанії, перепис худоби для оподаткування, запровадження бюджетної системи (1922), впровадження метричної системи (яка не вжилася), заснування в 1928 році Національного банку Королівства та запровадження афгані як нової грошової одиниці в 1923 році. Політичні та судові реформи, запропоновані Амануллою були настільки ж радикальними для того часу і включали створення першої конституції Афганістану (в 1923 році), гарантія цивільних прав (спочатку указом, а пізніше конституційно), запровадження національної реєстраційної системи та введення посвідчень особи для громадянства, створення законодавчої асамблеї, судової системи для забезпечення нових світських кримінальних, цивільних та комерційних кодексів, заборона викупів та скасування субсидій та привілеїв для племінних вождів та королівської родини.

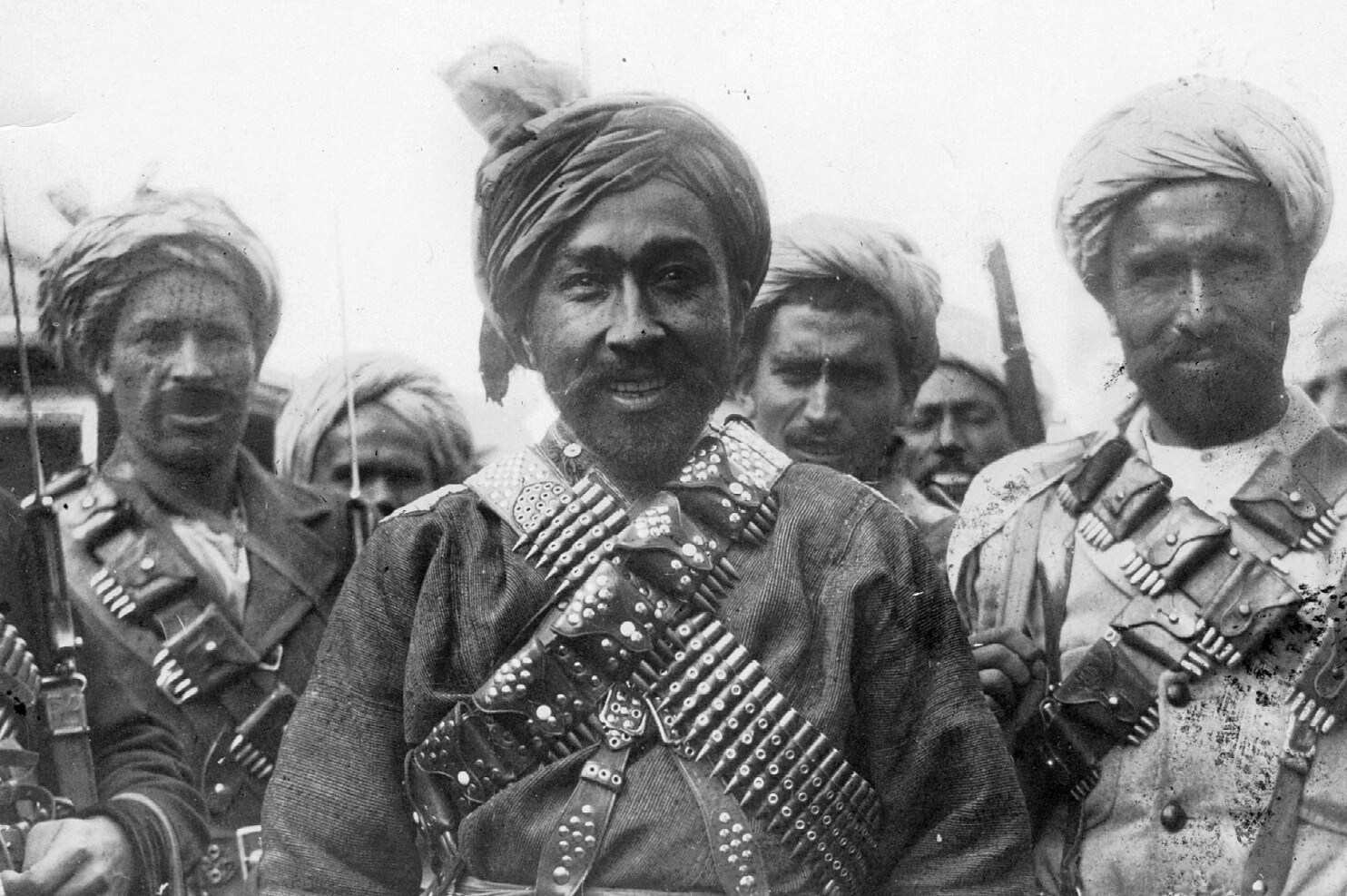
Хабібулла Калакані

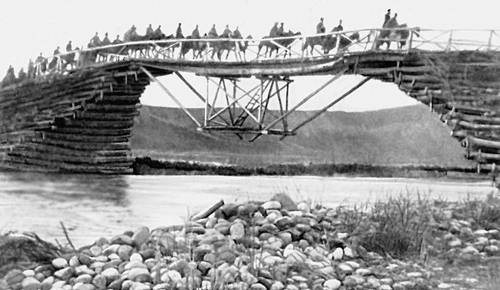
Вторгнення Червоної армії до Афганістану. 1929

### Війна
14 листопада 1928 року повстали племена пуштунів шинварі, які обложили Джелалабад, перерізавши телеграфні дроти та заблокувавши дорогу до столиці, після чого вони оголосили протестний маніфест із десяти скарг, п'ять з яких стосувалися того, що вони вважали втручання Аманулли у статус жінки неприйнятним. Королівський уряд послав невеликий контингент для визволення Джелалабаду, який був зупинений 32 км у Німла на захід від Джелалабаду, де опинився в оточенні та незабаром був знищений повстанцями.
3 грудня 1928 року Аманулла послав свого зятя Алі-Ахмад-хана Луйнаба для врегулювання цієї проблеми і відправив його з регулярними військами, міліційним ополченням та значними грошима, намагаючись примирити племінних лідерів. Одночасно по всьому Афганістану були покликані племінні збори для надання допомоги регулярній армії у боротьбі з повстанням шинварі. Озброєні загони афганських племен зі сходу, півдня та заходу, зокрема вазірі, вардаки, гільзаї, таджики та мангали вирушили до столиці на допомогу. Як виявилося пізніше, не потрібно було їх відправляти в Джелалабад, Алі Ахмад зміг примирити ватажків шинварі і покласти край повстанню, але племінні загони продовжували прибувати до столиці.
Наприкінці листопада сили на чолі з таджицьким лідером Хабібуллою Калакані обложили Джабаль аль-Сарай, на північ від Кабула, а 11 або 12 грудня, після 18 днів облоги здобули цитадель.
14 грудня 1928 року, вражений власною перемогою, Калакані напав на Кабул з 2000 чоловіками; лише 200 з них були озброєні гвинтівками, а решта озброєні палицями та сокирами. Повстанці провели ритуал і оголосили Калакані новим еміром. Поступово повстанці в ході боїв за столицю Королівства захопили важливі об'єкти. Однак лише кавалерія особистої гвардії Еміра та кілька інших вірних формувань афганської армії насправді чинили опір силам Калакані; решта армії фактично відмовлялася протистояти повсталим. Поступово на бік бунтівників перейшли загони племен, що були в Кабулі.
14 січня 1929 року Аманулла-хан відмовився від престолу на користь свого старшого брата Інаятулли-хана. Повалений король перетнув кордон у Британській Індії та поїхав у заслання до Італії та залишився в Європі до своєї смерті у 1960 році в Цюриху.
Інаятулла-хан після вступу на афганський престол намагався мирним шляхом домовитися з лідером повстанців Калакані, але, не досяг успіху. Радіючи, Калакані за підтримки 28 озброєних осіб напав на столицю. 16 січня, практично не зустрічаючи спротиву, Хабібулла опанував Кабул. Частка вищих чиновників відразу заявила про вірність Калакані. 17 січня Інаятулла здався самопроголошеному еміру і відмовився від престолу, на що ватажок повстанців дозволив йому мирно покинути Кабул зі своєю родиною та 3000 рупій. За допомогою британської Королівської авіації він вилетів у вигнання до Британської Індії.
Тим часом проти Калакані виступив Алі Ахмад Хан, який дислокувався в Джелалабаді після придушення заколоту шинварі. Там місцеві жителі оголосили Алі новим еміром. Алі Ахмад очолив війська та розіслав по інших провінціях повідомлення, що наразі він емір Афганістану й закликав людей приєднатися до нього. Однак, Малик Квайс, який спочатку виступив на боці Алі, перейшов на сторону Калакані, захопив Алі Ахмада і 9 лютого привіз його в обмін на 17 000 рупій і звання генерал-лейтенанта афганської армії Калакані вождя повстанців.
До 13 березня відбулася битва при Шейхабаді в 74 км від Кабула і на півдорозі між Кабулом та Газні. Карім Хан, який відмовився присягнути на вірність Калакані, зійшовся в битві з 3000-армією одного з командувачів Саккавістів Абд аль-Вакіл Ханом і вщент розбив його військо; з поля бою втекло лише 20-30 вершників. Згодом, у другій половині березня сталася низка сутичок між прибічниками узурпатора афганської влади та його противниками, основою яких були пуштунські племена.
Тим часом, наприкінці березня 1929 року Аманулла-хан зібрав у Кандагарі армію, що складалася з озброєних племінних загонів дуррані, хаттак, гільзаї та газарейців, вирушив маршем на Кабул, намагаючись повернути престол. Протягом березня-квітня 1929 року війська еміра билися проти самозванця, але врешті-решт афганський король зазнав поразки і 23 квітня втік з країни.
8 березня Надір-хан увійшов до Афганістану в долину Курам з території Матуна. 23 березня 6000 воїнів племені мангалів приєдналися до Надір-хана в Хості. 23 березня в Найрабі, північніше Кабула, відбулися важкі бої. Наступного дня загін саккавістів з 500 військовиків, які йшли з Чарасі до Кулангара, потрапили в засідку, внаслідок чого формування було вщент розгромлено прибічниками Надір-хана.
5 квітня армія Надіра увійшла до Ургуна, через кілька днів він взяв Баладах, а 15 квітня — захопив Гардез. 22 числа Калакані відправив війська до Логара, щоб захистити його проти Надіра, сили якого захопили Дубанді та село Куші поблизу міста. 23 квітня військо Надіра дісталося ущелини Вагджан. 1 травня Надір підступив до Гісарака в долині Логар, а в битві в Південній провінції, що тривала три дні, сили Калакані здійснили рейд на Хуші в Логарі та пограбували його жителів.
Поступово армія Надір-хана завдавала все більше поразок противникові, одночасно не дозволяючи йому нарощувати свої сили за рахунок інших пуштунських племен чи прихильників. 8 травня брат Надір-хана Хашим переконав племена східних провінцій об'єднатися проти Калакані, старійшини погодилися зібрати 40-тисячну армію, яка трьома формуваннями мала просуватися через Тагаб, Тангі Гару, Гакарі та Латабанд для наступу на Кухдан, Кохістан та Кабул.
11 травня війська Надір-хана рушили на Кабул, але поблизу Сурхруда їх зупинили повстанці шинварі — що підтримували саккавістів. 15 травня Надір перетнув перевал Тіра і почав вторгнення в долину Логар, що продовжилося аж до Кулангара, Кутті Хаїла і Мухаммеда Агаха, і поступово здобув повний контроль над долиною Гурбанд. Однак, 26 червня сили Калакані відбили Гардез.
14 липня сили Надір-хана увійшли в долину Логар, здобули перемогу в битві біля Падкхваб-і-Руґані і звідти просунулися на Сурхаб, де вони оточили і обложили одне з основних угруповань Калакані в Каріз-і-Дервіш, яке здалося наступного дня. Протягом липня велися поодинокі бої навколо Кабула.
18 серпня в Баміані, Гурі та Баглані спалахнуло антисаккавістське повстання, в результаті чого шлях військам Калакані до Туркестану був заблокований, що змусило їх відступити в Гурбанд. 21 серпня Саїд Шейх Алі розпочав наступ на сили Калакані, прорвавшись до Ханабаду, Андараба та Гхорбанда.
На початку вересня Саккавісти здобули останню перемогу, захопивши Джелалабад, однак вже 23 вересня мешканці Кандагара повстали та вигнали сили Калакані з міста. 29 вересня пронадірські сили під проводом шаха Валі перейшли лінію Дюрана і окупували Хуші. 3 жовтня, після запеклого бою, антисаккавістські сили захопили місто Мухаммад Адха, зосередившись на відстані останнього удару по Кабулу. Сам Калакані брав участь у цій битві, безрезультатно намагаючись підняти бойовий дух своїх солдатів. Антисаккавістські сили продовжували повільно просуватися до Кабулу, захопивши 5 жовтня Чарасію, Чихіл Тан і Чихіл Сутун. До 7 жовтня війська Калакані відступили майже з усієї території за межами Кабула і підготувалися до своєї останньої битви в столиці. 9 жовтня, після багатогодинних вуличних боїв у Кабулі, Арг був взятий в оточення. 13 жовтня, після декількох днів обстрілів, сили Надіра вступили в обложений Арг і після короткого, але жорстокого бою захопили його, закінчивши громадянську війну.

### Наслідки
15 жовтня Мухаммед Надір Шах прибув до Кабула. Він вважав за краще помилувати Калакані, але під тиском лідерів лояльних племен був змушений погодитися на страту, і 1 листопада 1929 року Калакані, його брат Хамідулла Калакані та 9 інших лідерів повстання були розстріляні біля західної стінки Арга. У липні 1930 року прибічники Саккавістів підняли чергове повстання, яке протягом тижня було придушене. Також спалахнули бунти у Куг Дані, а в 1931 році — у Гераті, проте повстанці не отримали значної підтримки з боку населення та були швидко розгромлені.